# 弗拉基米爾宮
弗拉基米爾宮（俄语：Влади́мирский дворе́ц）是俄羅斯聖彼得堡的最後一座皇帝宮殿，臨宮廷濱河路，是為了亞歷山大二世之子弗拉基米爾·亞歷山德羅維奇而修建，修建為1867年至1872年期間。宮殿和其附屬建築共有360個房間，且風格迥異。十月革命之後，弗拉基米爾宮曾作為學者之家使用。